# مقبرة سننموت

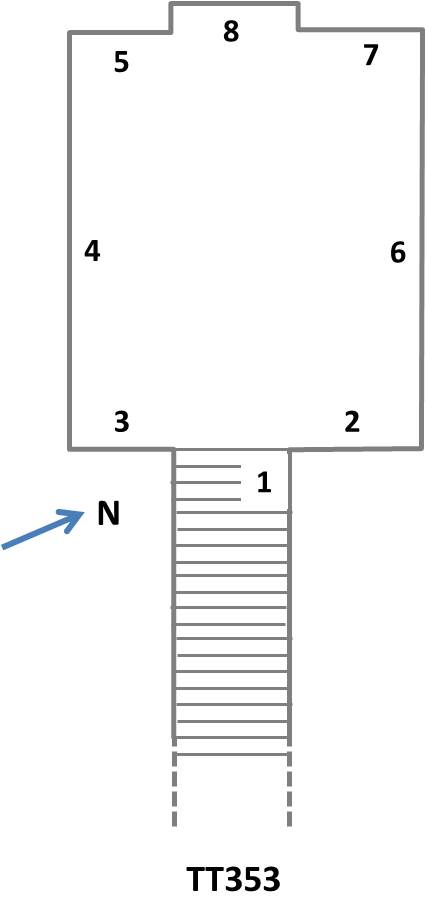

مقبرة سننموت أو TT353 (بالإنجليزية:TT353) هي المقبرة رقم 353 في طيبة (الأقصر اليوم)، وهي أحد أجزاء مقبرة رئيس البلاط الملكي سننموت في عهد الملكة حتشبسوت. خدم سننموت فرعون تحتمس الأول والد حتشبسوت، فكان كاهنا ورئيسا حريبا في طيبة. وعهدت له حتشبسوت برعاية إدارة القصر بعد وفاة زوجها الملك تحتمس الثاني، وكذلك عهدت له بتصميم وبناء معبدها الجنائزي في الدير البحري الذي استغرق بناؤه نحو 15 سنة. وفي عام 1472 قبل الميلاد في نهاية السنة السابعة من حكم حتشبسوت بدأ في بناء مقبرته وسمحت له حتشبسوت ببنائه بالقرب من معبدها. كذلك بدأ في نفس الوقت بناء محراب مقبرته TT71 في منطقة أخرى تسمى حاليا القرنة.
تعود النصوص الدينية التي وجدت في مقبرته 353 إلى نصوص من عهد الدولة القديمة، وكانت أصلا خاصة بالفراعنة ملوك مصر. 

خلال الدولة المصرية الوسطى ظهرت نصوص مقبرة سننموت (من الدولة الحديثة) كمخطوطات في مقبرة بأسيوط في عهد سيزوستريس الأول. ويعتبر ملفتا للنظر أن النص الموجود بشأن الموتى في مقبرة سننموت هو النص المذكور خلال الدولة الوسطى، والتي كان أصلها من عهد الدولة القديمة وكانت تستخدم في الطقوس الدينية فقط، ولم تستخدم في طقوس الموتى. 

## اقرأ أيضا
- سنموت

- حتشبسوت

- معبد حتشبسوت (الأقصر)
- بناء السفن في مصر القديمة
- بنط
- الدير البحري
- باب زائف